# 중앙동 (영천시)
중앙동(中央洞)은 경상북도 영천시의 행정동이다. 중앙동은 삼산이수 고장의 중심으로 영천의 명산 보현산(해발 1,124m)을 수원으로 고현천을 끼고 발달한 녹적, 매산, 도림, 오미농촌지역의 맑고 깨끗한 환경에서 무공해 친환경 농산물을 생산하고 있는 지역이며, 시청을 중심으로 형성된 문내, 문외, 창구, 과전동에는 상가와 주거가 밀집해 있고, 문내·외 택지개발사업이 활발히 진행되고 있다. 2013년 10월에는 미국의 항공기 및 방위산업체인 보잉의 정비센터가 이 동에 들어선다.

## 법정동
- 문외동
- 문내동
- 창구동
- 과전동
- 오미동
- 녹전동
- 도림동
- 매산동

## 교육 기관
| 학교명           | 소재지                 | 비고        |
| ---------------- | ---------------------- | ----------- |
| 영천중앙초등학교 | 조양길 71 (문내동)     |             |
| 영북초등학교     | 봉계길 58 (녹전동)     | 2007년 폐교 |
| 영천중학교       | 중앙동1길 126 (문내동) |             |

## 명소
- 조양각